# Gnypeta ashei
Gnypeta ashei (лат.) — вид коротконадкрылых жуков из подсемейства Aleocharinae. Северная Америка.

## Распространение
Канада (Манитоба, Северо-Западные территории, Юкон) и США (Аляска).

## Описание
Мелкие коротконадкрылые жуки, длина тела 2,5—2,8 мм. Ширина пронотума на 1/4 меньше чем ширина надкрылий, а по длине они примерно равны. 7—9-й членики усиков поперечные, а 4—6-й членики субквадратные. Основная окраска тёмно-коричневая, почти чёрная (иногда центральная часть надкрылий и лапки красновато-коричневые). Опушение желтовато-серое, длинное и плотное. Усики 11-члениковые. Передние лапки 4-члениковые, средние и задние лапки 5-члениковые (формула 4-5-5). Тело тонко пунктированное, блестящее. Активны с июня по август. Обнаружены на болоте, на краю пруда и на берегу лагуны, в детрите. Один экземпляр был найден на снегу на острове Devon Island.
Видовое название дано в честь американского колеоптеролога Джеймса «Стива» Эша (James S. Ashe; 1947—2005) из University of Kansas (США), крупного специалиста по Aleocharinae. Он первым обнаружил этот вид, но не успел завершить работу, а экземпляры этого нового вида фигурируют в его неопубликованной рукописи и в коллекции под именем «G. larifuga Ashe».
Вид был впервые описан в 2008 году канадским энтомологом Яном Климашевским (Jan Klimaszewski; Laurentian Forestry Centre, Онтарио, Канада) вместе с видом G. lohsei.